# Carl Hudson (hokeista)
Carl Hudson (ur. 2 stycznia 1986 w Smooth Rock Falls) – kanadyjski hokeista pochodzenia irlandzkiego.

## Kariera
- Timmins Steelers U15 AAA (2001-2002)
- Kapuskasing Flyers Midget AAA (2002-2003)
- Hawkesbury Hawks (2003-2006)
- Canisius College (2006-2010)
- Rochester Americans (2010)
- Cincinnati Cyclones (2010-2011)
- Rapid City Rush (2011-2012)
- ESV Kaufbeuren (2012-2013)
- Morzine-Avoriaz (2013-2014)
- Cardiff Devils (2014-2016)
- Chamonix-Morzine (2016-2017)
- Milton Keynes Lightning (2017-2018)
- Eispiraten Crimmitschau (2018-2021)
- GKS Katowice (2021-2022)

Grał w kanadyjskich ligach juniorskich GNML, CJHL, od 2006 w amerykańskich rozgrywkach akademickich NCAA, a potem w ligach AHL, ECHL i CHL. W 2012 wyjechał do Europy i przez dwa niepełne sezony grał w niemieckiej 2. Bundeslidze. W sezonie 2013/2014 występował w barwach francuskiej drużyny Morzine-Avoriaz w Ligue Magnus. Od 2014 przez dwa lata był zawodnikiem walijskiego klubu Cardiff Devils w brytyjskich rozgrywkach EIHL. Potem grał rok we francuskiej drużynie Chamonix-Morzine, a potem rok w angielskiej Milton Keynes Lightning ponownie w EIHL. Od 2018 przez trzy sezony reprezentował Eispiraten Crimmitschau w niemieckiej DEL2. W czerwcu 2022 został zaangażowany przez GKS Katowice w Polskiej Hokej Lidze. W kwietniu 2022 ogłosił zakończenie kariery zawodniczej

## Sukcesy
Klubowe
- Mistrzostwo CJHL: 2005, 2006 z Hawkesbury Hawks
- Mistrzostwo EIHL: 2015 z Cardiff Devils
- Challenge Cup: 2015 z Cardiff Devils
- Złoty medal mistrzostw Polski: 2022 z GKS Katowice